# Бонфин (Минас-Жерайс)
Бонфин (порт. Bonfim) — муниципалитет в Бразилии, входит в штат Минас-Жерайс. Составная часть мезорегиона Агломерация Белу-Оризонти. Входит в экономико-статистический микрорегион Итагуара. Население составляет 6632 человека на 2006 год. Занимает площадь 301,210 км². Плотность населения — 22,0 чел./км².

## История
Город основан 7 октября 1860 года. 

## Статистика
- Валовой внутренний продукт на 2003 год составляет 21 150 978,00 реалов (данные: Бразильский институт географии и статистики).
- Валовой внутренний продукт на душу населения на 2003 год составляет 3138,59 реалов (данные: Бразильский институт географии и статистики).
- Индекс развития человеческого потенциала на 2000 год составляет 0,715 (данные: Программа развития ООН).